# Burden of Truth
Burden of Truth ist eine kanadische Fernsehserie mit Kristin Kreuk in der Hauptrolle, die am 10. Januar 2018 ihre Premiere auf CBC hatte. Eine zweite Staffel war Anfang 2019 zu sehen, die Dritte folgte 2020. Im Juli 2020 bestellte CBC eine vierte und abschließende Staffel der Serie. Ihre Deutschlandpremiere hatte die Serie im Oktober 2020 bei Universal TV. In den USA wird die Serie seit Sommer 2018 bei The CW ausgestrahlt. Der US-amerikanische Aggregator Rotten Tomatoes erfasste für die erste Staffel 90 % wohlwollende Pressestimmen basierend auf der Auswertung von zehn Kritiken.

## Inhalt
| Figur               | Darsteller            | Deutscher Sprecher |
| ------------------- | --------------------- | ------------------ |
| Joanna Chang/Hanley | Kristin Kreuk         | Marie Bierstedt    |
| Billy Crawford      | Peter Mooney          | Armin Schlagwein   |
| Luna Spence         | Star Slade            | Magdalena Turba    |
| Diane Evans         | Nicola Correia-Damude |                    |
| Ben Matheson        | David Lawrence Brown  |                    |
| Owen Beckbie        | Meegwun Fairbrother   | Michael Deffert    |
| Taylor Matheson     | Anwen O’Driscoll      | Anne Hoth          |
| Molly Ross          | Sara Thompson         |                    |
| Teddie Lavery       | Michelle Nolden       |                    |
| Noah                | Varun Saranga         |                    |
| David Hanley        | Alex Carter           |                    |

Unternehmensanwältin Joanna Hanley (ab Staffel zwei Chang) kehrt in ihre kleine Heimatstadt Millwood zurück, um ein großes Pharmaunternehmen gegen eine Gruppe kranker Mädchen zu vertreten, aber sie erkennt, dass diese Mädchen ihre Hilfe brauchen. Infolgedessen nimmt sie ähnlich gelagerte Fälle an.